# Viva la musica
A Viva la musica Michael Praetorius három szólamú kánonban énekelhető dalocskája.